# 阿桑·韋德拉奧戈
福尔藏·阿桑·韦德拉奥戈（德語：Forzan Assan Ouédraogo；2006年5月9日—）是一位德國足球運動員，在場上的位置是中場。他現在效力於RB萊比錫。